# Пирс, Пегги
Пегги Пирс (англ. Peggy Pearce), урождённая Велма Пирс (англ. Velma Pearce; 4 июня 1894 — 26 февраля 1975) — американская актриса немого кино.
С 1913 по 1920 год снималась в эпизодических ролях в кинокомпаниях L-KO Kompany и Keystone Studios; где её партнерами были звёзды немого кино того времени, включая Чарли Чаплина, с которым у неё была непродолжительная романтическая связь, Роско Арбакл, Билли Ричи, Форда Стерлинга и Мэйбл Норманд.

## Избранная фильмография
- 1914 — Его любимое времяпрепровождение
- 1914 — Танго-путаница
- 1914 — Джонни в кино
- 1914 — Между двумя ливнями
- 1920 — Морской волк
- 1920 — Секс[1]